# Maria Shriver
Maria Owings Shriver (Chicago, 6 novembre 1955) è una giornalista, scrittrice e attivista statunitense.

## Biografia
Maria Shriver è nata a Chicago, Illinois. Di discendenza cattolica tedesca da parte di padre e irlandese americana da parte di madre, è la secondogenita e unica figlia dell'uomo politico Sargent Shriver e di Eunice Kennedy Shriver. Eunice era la sorella del presidente degli Stati Uniti d'America John Fitzgerald Kennedy, del Ministro della Giustizia e senatore Robert Kennedy, del senatore Ted Kennedy e di altri cinque fratelli. La Shriver ha frequentato la Westland Middle School a Bethesda, nel Maryland, alla periferia di Washington e si è diplomata nel 1973 alla Scuola del Sacro Cuore Stone Ridge di Bethesda. Si è laureata in Studi Americani alla Georgetown University di Washington nel giugno del 1977.

### Vita privata
Nel 1977 conobbe Arnold Schwarzenegger in occasione di un torneo di tennis di beneficenza tenutosi presso la casa di sua madre, Eunice Kennedy Shriver. Il 26 aprile 1986 la coppia convolò a nozze a Hyannis, nel Massachusetts, nella locale chiesa cattolica di San Francesco Saverio. Il loro testimone di nozze è stato l'amico fraterno di Arnold Schwarzenegger, Franco Columbu. Hanno avuto 4 figli: Katherine Eunice Shriver Schwarzenegger (nata il 13 dicembre 1989 a Los Angeles); Christina Maria Aurelia Schwarzenegger (nata il 23 luglio 1991 a Los Angeles); Patrick Arnold Schwarzenegger (nato il 18 settembre 1993 a Los Angeles); e Christopher Sargent Shriver Schwarzenegger (nato il 27 settembre 1997 a Los Angeles). Nel maggio 2011 la coppia ha annunciato la separazione dopo 25 anni di matrimonio.

## Carriera
Nel suo libro Dieci cose che avrei voluto sapere prima affrontare il mondo (2000), la Shriver afferma di aver sviluppato un grande interesse per il giornalismo televisivo subito dopo "essere stata data in pasto" alle agenzie di stampa nell'aereo utilizzato per la campagna presidenziale del padre, candidatosi a vice presidente degli Stati Uniti nel 1972, definendo quest'esperienza "forzata" come la migliore cosa che le potesse essere capitata.
Al termine della carriera giornalistica cominciò a lavorare per la KYW-TV a Filadelfia, in Pennsylvania, dove condusse a fianco di Forrest Sawyer il notiziario CBS Morning News dal 1985 al 1987, il NBC News's Sunday Today e le edizioni del fine settimana dell'NBC Nightly News dall'87 all'89, oltre a costituire una figura importante nella conduzione del Dateline NBC dall'89 al 2004. Nell'agosto del 2003 la Shriver si concesse un periodo di allontanamento non retribuito dall'NBC News per seguire il marito, impegnato nella campagna come candidato per le elezioni governative della California.
Il 17 novembre 2003, con la cerimonia di insediamento di suo marito a 38º governatore della California, la Shriver divenne la First Lady della California. Ritornò poi al giornalismo, con due ulteriori partecipazioni alla trasmissione Dateline della NBC. Il 3 febbraio del 2004, la Shriver chiese di poter essere sollevata dai suoi impegni con la NBC News, riportando "preoccupazioni" che la catena televisiva aveva espresso circa un possibile conflitto di interessi tra il suo ruolo di giornalista e il suo status di First lady della California e il suo crescente ruolo di sostegno alla attività politica del marito.
Fece una apparizione interpretando se stessa nel film Last Action Hero - L'ultimo grande eroe del 1993 e partecipò in un ruolo di secondo piano, sempre come sé stessa, in Siate pronti, un episodio del 2006 della serie televisiva Raven. Il 23 marzo del 2007, la Shriver tornò alle news televisive come conduttrice temporanea di una tavola rotonda nel talk show Larry King Live sulla CNN con ospiti come la cantante Sheryl Crow ed altri. La Shriver annunciò la sua definitiva uscita dalle news in seguito alla eccessiva copertura mediatica sulla morte di Anna Nicole Smith.
Nel 2008, la Shriver divenne la produttrice esecutiva del documentario su suo padre Idealista Americano: la storia di Sargent Shriver. Il cortometraggio venne diffuso per la prima volta sulla PBS il 21 gennaio del 2008. Il film era la cronaca della vita, delle imprese e della visione politica di suo padre. Nel febbraio del 2008, la Shriver lanciò, assieme a suo fratello Tim Shriver, una azienda di gelati, chiamata Lovin' Spoonful. Il 25% degli incassi generati dalla Lovin' Spoonful vanno alla organizzazione Special Olympics (un programma internazionale per l'allenamento sportivo dei ragazzi e adulti con disabilità intellettiva).
La Shriver poi fu produttore esecutivo del The Alzheimer's Project, una serie di cortometraggi in quattro puntate che ebbe molto successo su HBO nel maggio del 2009, guadagnandosi successivamente due Premi Emmy. Il Los Angeles Times li descrisse come una serie "ambiziosa, intrigante, piena di emotività, e cautamente ottimistica". La serie fece una attenta e tagliente analisi sulla ricerca in corso nei migliori laboratori degli Stati Uniti sulla malattia di Alzheimer. Il documentario prende anche in considerazione gli effetti di questa malattia sia sui pazienti che sulle loro famiglie. Uno dei film che hanno vinto il premio Emmy, "Nonno, sai chi sono?" si basa su un libro per ragazzi scritto dalla Shriver e riguardante la malattia di Alzheimer.
Nell'ottobre del 2009, la Shriver ha lanciato "Il rapporto Shriver: una nazione in cui la donna cambia tutto", uno studio a livello nazionale e un completo rapporto scritto in associazione con il Centro per lo Sviluppo Americano, il Centro Annemberg per la Comunicazione, Politica e Leadership della University of Southern California e la Fondazione Rockefeller. Il Rapporto Shriver ha rivelato che la donna americana, per la prima volta, costituisce metà della forza lavoro degli Stati Uniti e ha studiato come questo fatto impatti sulle maggiori istituzioni, come la famiglia, il mondo degli affari, il governo e le organizzazioni religiose. Il rapporto è uscito lo scorso anno in associazione con la rivista Time e la NBC News. Secondo il New York Times, il rapporto "si basa su uno studio iniziato 50 anni prima durante la amministrazione del presidente John F. Kennedy, zio della Shriver, e condotto da Eleanor Roosevelt".

### First Lady della California

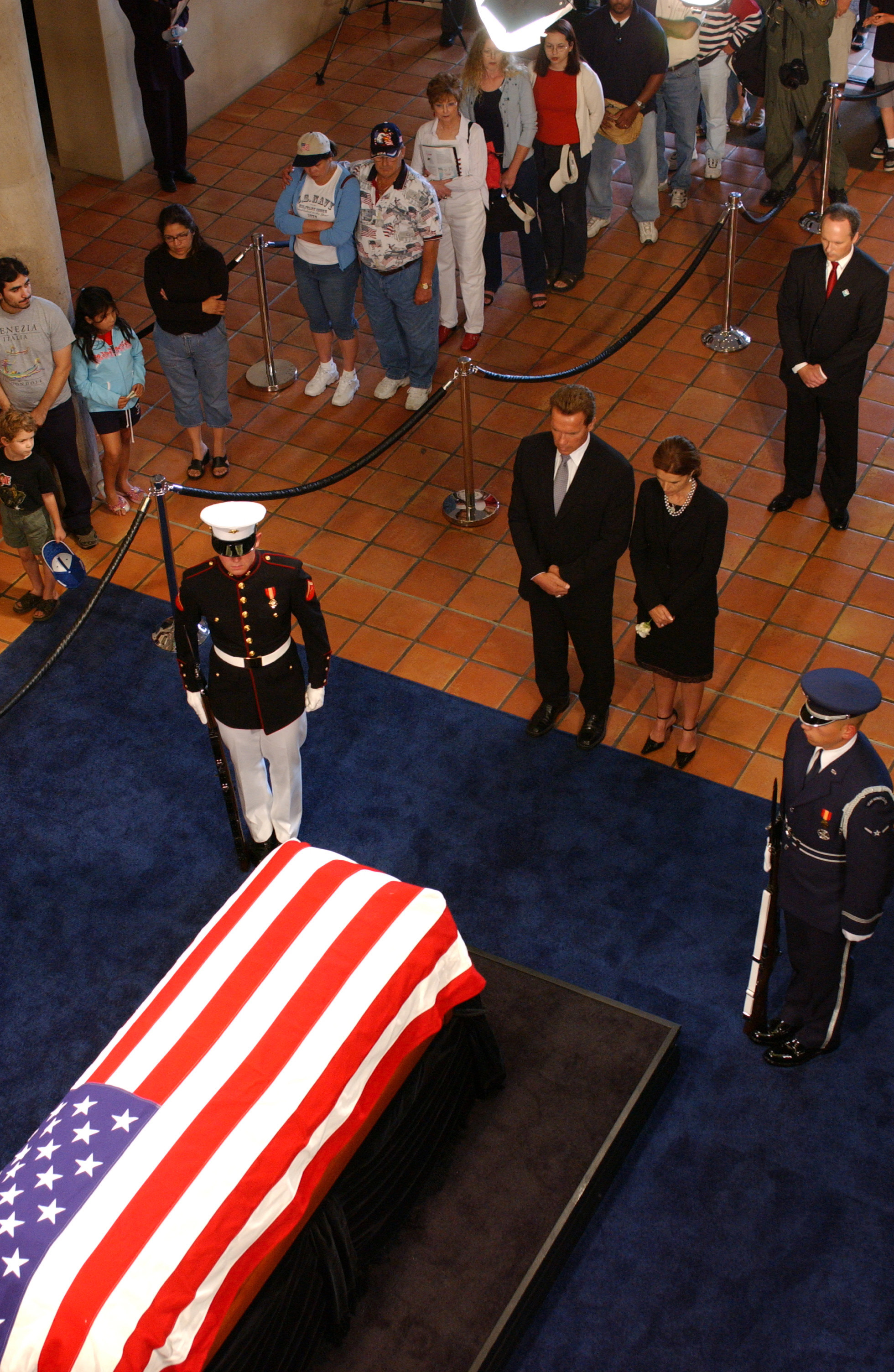
Arnold Schwarzenegger e Maria Shriver al funerale di Ronald Reagan, nel giugno 2004

Durante il mandato del marito in qualità di governatore della California, la Shriver si era rivelata inizialmente poco a suo agio nel ruolo di moglie del governatore. Alcuni avanzarono l'ipotesi che lei ritenesse che suo marito non avrebbe tentato di conquistare il seggio di Governatore nelle elezioni popolari, che invece rimossero Gray Davis dall'incarico. Quando Arnold annunciò la propria candidatura al Tonight Show, lei sostenne la sua candidatura. Quando il marito propose una serie di iniziative di consultazione popolare nel novembre 2005, decise di non supportare pubblicamente nessuna delle proposte del marito.
Dal momento in cui Schwarzenegger ottenne la carica, Maria continuò a sostenere il marito e intraprese una serie di iniziative chiave in qualità di First Lady, aumentando la consapevolezza del contributo delle donne allo stato, impegnandosi nella ricerca di rapide soluzioni per debellare i cicli di povertà e per incoraggiare tutti i cittadini californiani ad impegnarsi in attività di volontariato a beneficio della propria comunità.
Maria Shriver presiede la "California Governor & First Lady's Conference on Women" da quando Schwarzenegger venne eletto nel 2003. Sotto la sua guida, la Conferenza delle Donne è diventata il forum più importante della California come punto di incontro nazionale per le donne, ed oggi richiama oltre 30.000 partecipanti e 100 opinion leader da tutto il mondo per due interi giorni. Ogni anno, l'evento ha luogo nel Long Beach Convention Center ad ottobre con lo scopo di ispirare, rafforzare e formare le donne ad essere gli "Architetti del Cambiamento". Centinaia di luminari hanno parlato durante la conferenza tra cui Oprah Winfrey, il giudice della Corte suprema Sandra Day O'Connor, i segretari di stato Condoleezza Rice e Madeleine Albright, la giornalista Barbara Walters, Warren Buffett, il governatore Arnold Schwarzenegger, l'ex primo ministro britannico Tony Blair, Richard Branson, Bono, Billie Jean King, Gloria Steinem e il Dalai Lama.
Nel 2004, la Shriver ha creato The Minerva Awards (I Premi Minerva) per onorare e premiare "le eccezionali donne della California" che hanno cambiato le loro comunità, il loro stato, il loro paese e il mondo con il loro coraggio, saggezza e forza. I Premi Minerva prendono il nome da Minerva, la dea romana che orna il sigillo (il simbolo) dello stato della California e "che simboleggia la duplice natura della donna sia come guerriere che come costruttrici di pace". I Minerva Awards vengono consegnati ogni anno alla "Conferenza delle donne" di Long Beach nel corso di una cerimonia speciale. Le vincitrici del premio ricevono anche un finanziamento per continuare il loro lavoro. Tra le vincitrici dei Minerva Awards vi sono state l'ex first lady Betty Ford, Nancy Pelosi, Gloria Steinem, Billie Jean King, l'astronauta Sally Ride e la scomparsa Eunice Kennedy Shriver, madre di Maria Shriver. I successi delle vincitrici dei Minerva Awards sono raccontati in una mostra permanente presso il California Museum for History Women and the Arts (Il Museo della California per la storia, le donne e le arti) a Sacramento e sono diventati parte degli archivi ufficiali di Stato della California.
Nel 2005, la Shriver ha avviato il progetto We Connect, allo scopo di offrire programmi di risparmio e servizi di sostegno alle famiglie di lavoratori in difficoltà economiche. We Connect ("Noi uniamo") riunisce insieme organizzazioni di volontariato e imprese, agenzie governative e i leader dello stato della California, congregazioni e scuole chiedendo loro di unirsi per rispondere alle esigenze di milioni di individui e di famiglie che fanno fatica a pagare le scadenze. Grazie alla collaborazione di La Opinion, il più grande quotidiano in lingua spagnola della nazione, We Connect è riuscito a dare forma a tre pubblicazioni di un inserto bilingue di 24 pagine interamente a colori che è stato distribuito a oltre 20 milioni di californiani in ristrettezze economiche. Nel dicembre del 2009, Shriver, in collaborazione con la "Conferenza delle donne", ha dato vita al progetto "We Connect- un milione di pasti". Tramite questa iniziativa, la "Conferenza delle donne" ha voluto devolvere una donazione alla Associazione Californiana delle Banche Alimentari per fornire più di un milione di pasti gratuiti alle famiglie californiane in difficoltà. La donazione è stata consegnata alle 44 banche alimentari facenti parte dell'organizzazione che poi hanno distribuito il cibo alle famiglie californiane attraverso oltre 5000 organizzazioni nelle community locali. Nel marzo del 2010, tramite il progetto "We Connect", la Shriver ha tenuto, per 3 giorni, la fiera delle risorse della comunità a Fresno e Los Angeles. Le fiere mettevano a disposizione programmi vitalizi e servizi di supporto gratuiti come la dichiarazione dei redditi, assistenza sui procedimenti esecutivi sugli immobili ordinati dal tribunale in caso di mutui non pagati, aiuto per trovare lavoro, vaccini antinfluenzali, distribuzione di alimenti sani e molto altro ancora. Gli organizzatori dell'evento stimano che oltre 40.000 persone abbiano fatto uso di questi servizi gratuiti e che siano state distribuiti centinaia di tonnellate di prodotti alimentari nel corso dei due fine settimana della manifestazione.
Come First Lady, la Shriver ha lavorato per promuovere servizio e volontariato. Come presidente onorario del CaliforniaVolunteers, la Shriver ha ideato e lanciato il più grande strumento di "Domanda-Risposta" che mette insieme in tutto lo stato della California con il sito CaliforniaVolunteers.org. La Shriver è stata di grande ispirazione al Governatore Schwarzenegger per creare il Dipartimento di Servizio e Volontariato, una istituzione con poteri a livello di ministero statale. Inoltre ha aperto la strada e promosso un programma su tutto il territorio statale per la risposta immediata in caso di calamità chiamato "Siamo pronti" che promuove ed istruisce i Californiani ad Essere Pronti nel caso di situazioni di emergenza o calamità naturali. Oltre a ciò, la Shriver ha fondato "Noi Costruiamo" e "Noi per gli asili", una iniziativa per la costruzione di asili e campi gioco per bambini a livello locale. Attraverso il "CaliforniaVolunteers", la Shriver ha costruito 31 campi da gioco con asilo, nelle comunità a basso reddito dello stato, in collaborazione con KaBOOM, un'organizzazione no-profit che provvede agli spazi-gioco per bambini.
Nel 2008, la Shriver ha lanciato il suo programma "Noi investiamo", che offre corsi di formazione, reti di sostegno, microcredito e altre risorse per aiutare le donne ad avviare o far crescere un'impresa. Nel giugno 2009, ha ampliato il programma "Noi investiamo" a livello nazionale, attraverso una collaborazione con kiva.org, creando, per primi negli USA, un sito internet per accedere al programma di microcredito da parte di singoli utenti. Alla Shriver va dato merito di aver avuto l'idea di portare negli Stati Uniti il modello di microcredito di Kiva già utilizzato a livello internazionale.

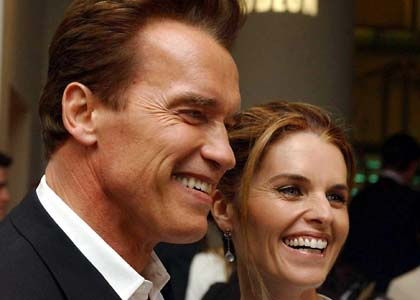
Maria Shriver e Arnold Schwarzenegger

La Shriver è co-direttrice del Museo di storia californiano, sezione "Donne e arte". Durante il periodo del suo incarico le è stato assegnato il compito di rivitalizzare il museo. Nel 2006 ha creato la "California Hall of fame" del museo per onorare i californiani celebri come César Chávez, Clint Eastwood, Walt Disney, Amelia Earhart, Ronald Reagan, John Steinbeck, Rita Moreno, Earl Warren, Julia Morgan, Leland Stanford, Dorothea Lange e altri. Nel novembre del 2008, ha lanciato il "California Legacy Trails", uno strumento didattico unico nel suo genere basato sul web e creato per aiutare gli studenti nello studio della storia californiana.
Il 3 febbraio 2008 ha dato il proprio appoggio ufficiale alla candidatura del Senatore Barack Obama alle elezioni primarie del Partito Democratico del 2008. L'annuncio è stato dato durante un meeting dell'Università della California - Los Angeles al quale partecipavano la cugina Caroline Kennedy, Oprah Winfrey, Stevie Wonder e la moglie del candidato, Michelle Obama. Pochi giorni prima, il 31 gennaio 2008, il governatore Schwarzenegger aveva annunciato il proprio appoggio al senatore John McCain per le primarie del Partito Repubblicano.
Nel maggio del 2009, in collaborazione con Alice Waters, ha inaugurato il primo orto urbano presso un edificio statale in quella che una volta era un'aiuola fiorita.
Gli ortaggi prodotti vengono ceduti ai locali banchi alimentari (associazioni che distribuiscono cibo ai bisognosi). La Shriver è da sempre una convinta fautrice degli orti urbani e presiede la Rete degli Orti Scolastici della California che, dal 2004 a oggi, ha raddoppiato gli orti nelle scuole, passati da 3.000 a 6.000 unità.

## Riconoscimenti
Un tipo di rosa prese il nome della Shriver nell'ottobre del 2004. La rosa Maria Shriver ha fioriture di colore bianco-amido, ed un forte profumo di agrumi.
Come produttore esecutivo del Progetto Alzheimer, la Shriver ha guadagnato due Premi Emmy e un Premio dell'Accademia delle Arti & Scienze Televisive per il progetto "Una trasmissione con la coscienza".
Nel 2009, Shriver è stata premiata con il premio "Cercatori di Pace 2009" da parte della Shinnyo-en Foundation, che viene annualmente conferito a coloro che sono esempi di compassione, armonia e pace. Alla cerimonia di conferimento del premio, l'amministratore delegato della fondazione ha detto: "Maria Shriver percepisce il meglio che sta dentro la gente - la loro innata bontà - e dà loro la spinta a diventare gli "Architetti del cambiamento" di sé stessi. In un mondo che glorifica le ambizioni a tutti i costi, Maria insegna invece a formare il carattere. È una donna dalla forza gentile che rimodella gentilezza e carità, che ha usato la sua celebrità per costruire la pace nel mondo".
Ha inoltre vinto i premi Peabody ed Emmy per la sua attività di giornalista televisiva.
Il "Saint John's Health Center" ha intitolato alla Shriver uno dei suoi reparti di infermeria.

## Opere
- Ten Things I Wish I'd Known Before I Went Out Into The Real World, Grand Central Publishing, 2000, ISBN 978-0-446-52612-8.
- What's Wrong With Timmy?, Little, Brown and Company, 2001, ISBN 978-0-316-23337-8.
- What's Happening to Grandpa?, Little Brown Young Publishing, 2004, ISBN 0-316-00101-5.
- And One More Thing Before You Go..., Free Press, 2005, ISBN 978-0-7432-8101-0.
- What's Heaven?, Golden Books Adult Publishing, 2007, ISBN 978-0-312-38241-4.
- Just Who Will You Be?: Big Question, Little Book, Answer Within, Hyperion, 2008, ISBN 978-1-4013-2318-9.
- We Empower: Inspirational Wisdom for Women, Hyperion, 2008, ISBN 978-1-4013-0982-4.
- The Shriver Report: A Woman's Nation Changes Everything, Free Press, 2009, ASIN B002SKZBI6.